# Dark Void
Dark Void es un videojuego de disparos en tercera persona desarrollado por Airtight Games y publicado por Capcom en 2010 para los sistemas PC, PlayStation 3 y Xbox 360. Se trata de un videojuego de acción de disparos vertical. El protagonista puede participar tiroteos en tierra y también en el aire, gracias a la mochila propulsora que lleva acoplada en su espalda.

## Historia
El juego cuenta la historia de Will Grey, un piloto que volaba por encima del Triángulo de las Bermudas cuando su avión chocó con un objeto extraño, y cayó a tierra. Junto a él está Ava, compañera de viaje y antiguo amor. Pronto se da cuenta de dónde está: en el Vacío, un mundo paralelo al nuestro. Allí deberá sobrevivir junto a otros supervivientes, otros humanos que también han acabado en el Vacío. Los supervivientes llevan el rostro tapado por una máscara de gas, y todos llevan el arma principal del juego, el Liberador, fabricada a partir de restos que se han encontrado en el Vacío. Allí combatirá contra los Vigilantes, robots que pretenden dominar el mundo.
El juego, en términos generales, recuerda mucho al cómic y a la película Rocketeer, debido a que la historia transcurre en la misma época, además de que el protagonista recibe un jetpack y un casco como en dicha película.

## Sistema de juego
El jugador controla a Will, un experto piloto. Puede controlarlo en tierra o en el aire, gracias al jetpack que lleva acoplado en su espalda, aunque no en todas las zonas es posible volar. En tierra, el jugador puede utilizar coberturas para protegerse de los disparos enemigos. Desde ahí, puede abrir fuego y lanzar granadas. El control es bastante convencional y muy similar a otros juegos del género shooter. Cuando es posible levantar el vuelo, el jugador dispara con las ametralladoras que están equipadas en el jetpack. Aparte de disparar a naves enemigas, es posible abordar una eliminando a su piloto para controlarla. A base de eliminar enemigos y naves, el jugador conseguirá tecnopuntos que permitirá poder comprar mejoras para sus armas y mejorar el jetpack.

## Armas
- Liberador: Es el arma principal del juego. Está formada por restos encontrados en el Vacío.
- Opresor: Es el arma principal de los vigilantes.
- Desintegrador: Arma de gran potencia que al impactar contra un cuerpo, lo desintegra.
- Recuperador: Arma de precisión de los vigilantes dotada de una mira telescópica.
- Magnetar: Arma de los supervivientes capaz de mantener un cuerpo en el aire durante un periodo de tiempo, a la vez que le causa graves daños.
- Super-bobina: Arma de energía creada por los supervivientes capaz de electrocutar un cuerpo hasta causarle la muerte.
- Mochila propulsora (Jetpack): "Vehículo" experimental de los supervivientes dotada de dos ametralladoras de 7,62mm y unos misiles magnéticos (siempre que se le añada su tercera mejora).
- Cañón antiaéreo: Arma fija de los supervivientes. Eficaz contra objetivos voladores.
- Torreta de iones: Arma fija de los vigilantes.
- Granada Tesla: Granadas con un temporizador que explotan cuando éste se agota.
- Granada de fusión: Granadas que crean un campo electromagnético dañino.

Cada arma incluye 3 mejoras que se pueden obtener consiguiendo tecnopuntos.

## Enemigos
- Peones plateados: Son los enemigos más numerosos del juego. Van equipados con un opresor.
- Sargentos plateados: Son más resistentes y agresivos que los peones. También van equipados con un opresor y pueden lanzar misiles a través de su único ojo.
- Peones blancos: Peones que van equipados con un opresor y una mochila propulsora.
- Sargentos blancos: Sargentos que van armados con un desintegrador.
- Peones rojos: También van equipados con el opresor. Cuando están cerca del jugador, explotan y crean un campo de energía que daña a cualquier cuerpo que esté en su interior.
- Sargentos rojos: Sargentos armados con un opresor. También lanzan granadas de fusión.
- Peones dorados: Van armados con un recuperador y utilizan su mochila propulsora para mejorar su precisión.
- Sargentos dorados: Sargentos que van armados con un recuperador y disparan un rayo ocular a través de su ojo, que desactiva la mochila propulsora durante un corto periodo de tiempo.
- Hidalgos: Enemigos grandes que vuelan. Van dotados de un Minigun y un lanzacohetes, y pueden agarrar al jugador con su fuerte cola.
- Jerarcas: Máquinas de artillería andantes con forma de reptil. Van equipados con cuatro ametralladoras y un rayo electromagnético. Su punto débil son los puntos rojos de las patas.
- Guardián del Portal: Monstruo hercúleo con forma de dragón que custodia el Portal del Vacío que conduce a la Tierra.
- Sarpas: Larvas que evolucionan con ADN humano.

## Vehículos
- Biplano: Avión principal de los supervivientes. Dispara sus ametralladoras y sus misiles limitados.
- Tapacubos: Nave similar a un ovni que dispara blásteres y cohetes de fusión.
- Transporte: Nave de gran tamaño con una torreta antiaérea incorporada que transporta tropas en su interior.
- El Arca: Nave de gran tamaño que pertenece a los supervivientes dotada de 4 cañones antiaéreos.

## Personajes
- Jim Steyr: Superviviente controlable en el prólogo del juego, volando equipado con una mochila propulsora. Al final del prólogo es asesinado por un jerarca
- Will Grey: Es el protagonista de la historia y el personaje que el jugador controla.
- Ava: Es la antigua novia de Will, mensajera del avión. Will va en su busca después de que desapareciera en busca de Nikola Tesla. y  muere al final
- Atem: Superviviente adepto y guía en el Vacío. Atem conoció a Ava cuando eran jóvenes. Poco después acabó en el Vacío y se transformó en un adepto.
- Tavi: Aldeano que trabaja con Nikola Tesla en el proyecto del Arca. Ayuda a Will en la búsqueda de Ava enseñándole a volar con la mochila.
- Nikola Tesla: Conocido científico austríaco que ayuda a Ava y a Will dándoles unas mochilas con las que pueden volar.
- Red: Superviviente que le indica a Will su habitación en los barracones.
- Imperator: Oráculo de los supervivientes, con aspecto de niña, a la que preguntan todas sus dudas.

## Banda sonora
La música de Dark Void fue compuesta por Bear McCreary, compositor de la serie de televisión Battlestar Galactica, y fue su debut en la composición para un videojuego.

## Película
Según la confirmación de la publicación Variety, la productora de Brad Pitt confirmó que trabajarían en una película basada en el videojuego. Brad Pitt interpretará y producirá la película a través de su productora Plan B Entertainment.

## Recepción
La revista IGN le dio un 5,0 sobre 10: "Dark Void es uno de esos juegos que lo juegas, lo terminas, y te olvidas de él". Game Informer le dio un 7 sobre 10. GameTrailers puntuó al juego con un 6,8 sobre 10.
Louis Bedigian, de GameZone, dio tanto a la versión de PS3 como a la de Xbox 360 un 6/10: "El sistema de juego al estilo Gears of War es perdonable. Pero los innumerables problemas técnicos casi destruyen un juego que tenía el potencial de ser algo realmente especial. Dark Void se puede resumir en las siguientes palabras: tan potente como decepcionante".
Ben "Yahtzee" Croshaw, de Zero Punctuation, señaló que Dark Void fue el juego que, en su opinión, más le había decepcionado en toda su carrera "no porque sea malo, sino porque es ambicioso, y en ocasiones, muy absorbente, innovador y divertido, pero al final es demasiado corto y parece que está sin terminar, como si los desarrolladores se hubieran quedado sin presupuesto, tiempo o ganas de seguir trabajando".